# Machimus pammelas
Machimus pammelas là một loài ruồi trong họ Asilidae. Machimus pammelas được Speiser miêu tả năm 1910. Loài này phân bố ở vùng nhiệt đới châu Phi.